# Ancoratus
El Ancoratus es una obra catequética de Epifanio de Salamina que examina algunos temas dogmáticos a la luz de las herejías del siglo IV. No dedica gran espacio a desarrollar las doctrinas heréticas o su confutación como en el Panarion, pero explica a partir de la Sagrada Escritura y de la tradición el dogma cristiano con ese trasfondo. 
Incluye además dos símbolos o profesiones de fe. Una de ellas compuesta por el mismo Epifanio y la otra es la normalmente empleada en aquel entonces durante el rito del bautismo por la iglesia de Salamina. Luego fue adoptada por el Concilio de Constantinopla de 381 y por otras iglesias.